# Arkatron Minsk
Le Arkatron Minsk ou HPC Arkatron est un club biélorusse de handball fondé en 1995 et basé à Minsk. Il comportait une section masculine et une section féminine mais a disparu en 2014[réf. nécessaire].

## Palmarès
section masculine
- Championnat de Biélorussie (1) : 2003
  - Deuxième en 2001, 2002
- Coupe de Biélorussie (1) : 1997, 2002, 2003

section féminine
- Troisième du Championnat de Biélorussie (9) : 2000, 2001, 2002, 2003, 2004, 2008, 2010, 2011, 2012

## Joueurs et joueuses historiques
section masculine
- Siarhei Harbok : de 1994 à 2003
- Ivan Matskevitch : avant 2011
- Dimitri Nikulenkau : de 2002 à 2004
- Dzianis Rutenka : de 2002 à 2004
- Siarhei Rutenka : de 1998 à 2000

section féminine
- Elena Abramovitch : de 1999 à 2004
- Anastasia Lobach : de 2003 à 2005 et de 2010 à 2011